# Leichtathletik-Weltmeisterschaften 1995/Teilnehmer (Kroatien)
| Goldmedaillen | Silbermedaillen | Bronzemedaillen |
| ------------- | --------------- | --------------- |
| –             | –               | –               |

Kroatien stellte mindestens eine Teilnehmerin und drei Teilnehmer bei den Leichtathletik-Weltmeisterschaften 1995 in der schwedischen Stadt Göteborg.

## Ergebnisse

### Männer

#### Laufdisziplinen
| Athlet       | Disziplin | Vorlauf     | Vorlauf | Viertelfinale      | Viertelfinale      | Halbfinale | Halbfinale | Finale | Finale |
| Athlet       | Disziplin | Zeit        | Platz   | Zeit               | Platz              | Zeit       | Platz      | Zeit   | Platz  |
| ------------ | --------- | ----------- | ------- | ------------------ | ------------------ | ---------- | ---------- | ------ | ------ |
| Branko Zorko | 1500 m    | 3:43,83 min | 36      | nicht qualifiziert | nicht qualifiziert | –––        | –––        | –––    | –––    |

#### Sprung/Wurf
| Athlet          | Disziplin  | Qualifikation | Qualifikation | Finale             | Finale             |
| Athlet          | Disziplin  | Weite         | Platz         | Weite              | Platz              |
| --------------- | ---------- | ------------- | ------------- | ------------------ | ------------------ |
| Dragan Mustapić | Diskuswurf | 54,41 m       | 41            | nicht qualifiziert | nicht qualifiziert |
| Ivan Mustapic   | Speerwurf  | 73,12 m       | 12            | nicht qualifiziert | nicht qualifiziert |

### Frauen

#### Laufdisziplinen
| Athletin     | Disziplin | Vorlauf | Vorlauf | Viertelfinale      | Viertelfinale      | Halbfinale | Halbfinale | Finale | Finale |
| Athletin     | Disziplin | Zeit    | Platz   | Zeit               | Platz              | Zeit       | Platz      | Zeit   | Platz  |
| ------------ | --------- | ------- | ------- | ------------------ | ------------------ | ---------- | ---------- | ------ | ------ |
| Rahela Markt | 100 m     | 11,87 s | 46      | nicht qualifiziert | nicht qualifiziert | –––        | –––        | –––    | –––    |